# Lijst van Turkse luchtvaartmaatschappijen
Dit is een lijst van actieve en opgeheven luchtvaartmaatschappijen in Turkije.

## Actieve luchtvaartmaatschappijen
| Luchtvaartmaatschappij | Luchtvaartmaatschappij (in het Turks)  | IATA | ICAO | Roepletters  |
| ---------------------- | -------------------------------------- | ---- | ---- | ------------ |
| Air Anka               | Air Anka                               | 6K   | TAH  | AIR ANKA     |
| AJet                   | AJet Transport                         | VF   | TKJ  | ANATOLIA     |
| BBN Airlines           | BBN Havayolları                        | B5   | BBT  | BIG BLUE     |
| Corendon Airlines      | Corendon Havayolları                   | XC   | CAI  | CORENDON     |
| Freebird Airlines      | Hürkuş Havayolu Taşımacılık ve Ticaret | FH   | FHY  | FREEBIRD AIR |
| Pegasus Airlines       | Pegasus Hava Taşımacılığı              | PC   | PGT  | SUNTURK      |
| Southwind Airlines     | Southwind Havayolları                  | 2S   | STW  | MOON STAR    |
| SunExpress             | Güneş Ekspres Havacılık                | XQ   | SXS  | SUNEXPRESS   |
| Tailwind Airlines      | Tailwind Havayolları                   | TI   | TWI  | TAILWIND     |
| Turkish Airlines       | Türk Hava Yolları                      | TK   | THY  | TURKISH      |

## Actieve vrachtluchtvaartmaatschappijen
| Luchtvaartmaatschappij | Luchtvaartmaatschappij (in het Turks) | IATA | ICAO | Roepletters     |
| ---------------------- | ------------------------------------- | ---- | ---- | --------------- |
| ACT Airlines           | ACT Havayolları                       | 9T   | RUN  | CARGO TURK      |
| BBN Airlines           | BBN Havayolları                       | B5   | BBT  | BIG BLUE        |
| MNG Airlines           | MNG Havayolları                       | MB   | MNB  | BLACK SEA       |
| Turkish Cargo          | Türk Hava Yolları                     | TK   | THY  | TURKISH         |
| ULS Airlines Cargo     | ULS Hava Yolları                      | GO   | KZU  | UNIVERSAL CARGO |

## Opgeheven luchtvaartmaatschappijen
| Luchtvaartmaatschappij        | Luchtvaartmaatschappij (in Turks)        | IATA  | ICAO    | Roepletters      | Jaren       | Opmerkingen                   |
| ----------------------------- | ---------------------------------------- | ----- | ------- | ---------------- | ----------- | ----------------------------- |
| Active Air                    | Active Air Havayollari                   |       | AKT/AKV |                  | 1995-1996   |                               |
| Air Alfa                      | Air Alfa Havayollari                     | H7    | LFA     | AIR ALFA         | 1992-2001   | Doorstart als Alpha Air       |
| Air Anatolia                  | Anadolu Havaçilik                        | TD    | NTL     | AIR ANATOLIA     | 1996-2002   |                               |
| Air Berlin Turkey             | Air Berlin Türkiye                       | AB    | BER     | AIR BERLIN       | 2011-2013   | Opgenomen in Pegasus Airlines |
| Air Rose                      | Air Rose Yolları                         |       |         |                  | 1999-2000   | Doorstart als Euro Sun        |
| Airgroup Havacilik            | Airgroup Havacilik                       |       | AGH     |                  | 1993-2004   |                               |
| Akdeniz Airlines              | Akdeniz Havayollari                      |       | AKD     | AKDENIZ AIRLINES | 1995-1995   |                               |
| Albatros Airlines             | Albatros Havayollari                     | 8Z    | ABK     | AIR ALBATROS     | 1992-1996   |                               |
| Alpha Air                     | Alpha Air                                | H7    | LFA     |                  | 2002-2002   |                               |
| Anadolu Airlines              | Anadolu Havayollari                      |       | AJA     |                  | 1989-1989   |                               |
| Anadolu Express               | Anadolu Havayollari                      |       |         |                  | 2000-2001   |                               |
| Anex Airlines                 | Anex Havayollari                         |       | ANX     |                  | 2000-2001   |                               |
| Ankair                        | Ankair Havayolları                       |       | VVF     | WORLDFOCUS       | 2005-2008   | Voorheen World Focus Airlines |
| Atlasglobal                   | Atlasglobal Havayolları                  | KK    | KKK     | ATLASGLOBAL      | 2001-2020   |                               |
| Avia Cargo System             | Avia Kargo Havayollari                   |       | AVK     |                  | 1994-1996   |                               |
| BAL                           | BAL Havayollari                          | WL/FB |         |                  | 1977-1981   |                               |
| Bestair                       | Bestair Havayollari                      | 5F    | BST     | BARBIE           | 2006-2009   |                               |
| Birgenair                     | Birgenair Havayollari                    | KT    | BHY     | BIRGENAIR        | 1988-1996   |                               |
| Boğaziçi Hava Taşımacılığı    | Boğaziçi Hava Taşımacılığı               | PQ    | BHT     | BASFIR           | 1987-1989   |                               |
| Borajet                       | Borajet Havayolları                      | YB    | BRJ     | BORA JET         | 2010-2017   |                               |
| Bosphorus Airways             | Bosphorus Havayollari                    | 6Z    | BSP     | BOSPHORUS        | 1992-1994   |                               |
| Bosphorus European Airways    |                                          |       | BHY     |                  | 2002-2004   |                               |
| Bursa Airlines                | Bursa Havayollari                        | WL    |         |                  | 1977-1985   |                               |
| Cargo Air Transport           |                                          | DZ    | KET     |                  | 1994-1997   |                               |
| Dardanel Air                  | Dardanel Havayollari                     |       | DRD     |                  | 1999 - 1999 |                               |
| Devlet Hava Yolları           | Davlet Hava Yolları                      |       |         |                  | 1938-1956   | Opgenomen in Turkish Airlines |
| Dogus Air                     | Dogus Havayollari                        |       |         |                  | 1998-2000   |                               |
| Ekspress Airlines             | Ekspress Havayollari                     |       |         |                  | 1999-1999   |                               |
| Euro Sun                      | Euro Sun                                 |       | ESN     |                  | 2000-2001   |                               |
| Fly Air                       | Fly Air Havayollari                      | F2    | FLM     | FLY WORLD        | 2002-2007   |                               |
| Global Air Cargo              | Global Havayollari Kargo                 |       | GLH     |                  | 1996-1999   |                               |
| Golden International Airlines | Altın Uluslararası Havayolları           |       | GTC     | GOLDEN WINGS     | 2007-2007   |                               |
| Greenair                      | Greenair Havayollari                     | WK    | GRN     |                  | 1990-1994   | Opgevolgd door Active Air     |
| Han Air                       | Han Air Havayollari                      |       |         |                  | 1995-1998   |                               |
| Holiday Airlines              | Holiday Havayollari                      | HW    | HLD     |                  | 1994-1996   |                               |
| Holland Air                   | Holland Air Havayollari                  |       |         |                  | 1994-1996   |                               |
| Imsik                         | Imsik Havayollari                        |       |         |                  | 1988 - 1988 |                               |
| Inter Airlines                | Inter Havayolları                        | 6K    | INX     | INTER-EURO       | 2002-2008   |                               |
| Istair                        | Istair Havayollari                       |       |         |                  | 1986 - 1988 |                               |
| Istanbul Airlines             | Istanbul Havayollari                     | IL    | IST     | ISTANBUL         | 1986-2000   |                               |
| IZair                         | İzmir Hava Yolları                       | 4I    | IZM     | IZMIR            | 2006-2018   | Gefuseerd in Pegasus Airlines |
| Karadeniz Airlines            | Karadeniz Havayollari                    |       | AZG     |                  | 1980-1996   |                               |
| Kıbrıs Türk Hava Yolları      | Kıbrıs Türk Hava Yolları                 | YK    | KYV     | AIRKIBRIS        | 1975-2010   |                               |
| Marin Air                     | Marin Air Havayollari                    |       |         |                  | 2004-2004   |                               |
| Marmara Air                   | Marmara Air Havayollari                  |       |         |                  | 1986-1986   |                               |
| Nesu Air                      | Nesu Air Havayollari                     |       |         |                  | 1986-1989   |                               |
| Noble Air                     | Noble Air Havayollari                    | HK    | NAD     | NOBLE AIR        | 1989-1991   |                               |
| Onur Air                      | Onur Air Taşımacılık AŞ                  | 8Q    | OHY     | ONUR AIR         | 1992-2021   |                               |
| Orbit Express Airlines        | Orbit Ekspress Havayollari               | OA    | ORX     | OREX             | 2003-2007   |                               |
| Pan Havacilik                 | Pan Havacilik                            |       | PHT     |                  | 2004-2006   |                               |
| Park Express                  | Park Ekspress                            |       |         |                  | 1999-2001   |                               |
| Rose Air                      | Rose Air Havayollari                     |       |         |                  | 1998-1998   |                               |
| Saga Airlines                 | Saga Hava Yolları                        | H3    | SGX     | SAGA             | 2004-2013   |                               |
| Sky Airlines                  | Sky Airlines                             | ZY    | SHY     | SKY POWER        | 2001-2013   |                               |
| Sonmez Airlines               | Sonmez Hava Yolları                      |       |         |                  | 1984 - 2005 |                               |
| Sultan Air                    | Sultan Air Havayollari                   | KJ    | SUT     | SULTAN           | 1989-1993   |                               |
| Sunways Airlines              | SUNWAY Intersun Havacılık Anonim Şirketi | IS    | SWY/SWW | INTERSUN         | 1995-1997   |                               |
| Talia Airways                 | Talia Havayollari                        | XW    |         |                  | 1987-1988   |                               |
| Tarhan Air                    | Tarhan Tower Havayolları                 |       | TTH     |                  | 2006-2007   |                               |
| Tayfunair                     |                                          | Z4    | TAY     |                  | 1996-1996   |                               |
| Tepe Hava Cilik               | Tepe Hava Cilik                          |       |         |                  | 2002-2002   |                               |
| Top Air                       | Top Air Havayollari                      | B6    | TOP     |                  | 1990 - 2002 |                               |
| Torosair                      | Torosair Havayollari                     | CN    | TAU     |                  | 1987-1989   |                               |
| Turk Hava Tasimaciligi        | Turk Hava Tasimaciligi                   |       |         |                  | 1989-1993   | Opgenomen in Turkish Airlines |
| Trans-Asia Airlines           | Trans-Asia Hava Yolları                  |       |         |                  | 1998-1998   |                               |
| TRUVA                         | TRUVA                                    |       |         |                  | 1996-1996   |                               |
| TUR European Airways          | TUR Avrupa Havayolları                   | YI    | TCT     | TURAVROPA        | 1988-1994   |                               |
| Turkuaz Airlines              | Turkuaz Havayolları                      |       | TRK     | TURKU            | 2008-2010   |                               |
| United European Airways       |                                          |       | UEL     |                  | 1992-1993   |                               |
| UPS Turkey                    | Uensped Paket Servisi                    |       | UNS     |                  | 2004-2006   |                               |
| World Focus Airlines          | Dünyaya Bakış Hava Taşımacılığı          |       | VVF     | WorldFocus       | 2005-2008   | Rebranding naar Ankair        |